# Kalla fötter
Kalla fötter (originaltitel: Cold Feet) är en brittisk drama/komediserie som producerades av Granada Television och sändes i fem säsonger (32 avsnitt) mellan åren 1997 och 2003 och i fyra säsonger 2016–2020. I Sverige har TV4 sänt serien.
Kalla Fötter har vunnit flera priser, bland annat Guldrosen 1997 för bästa pilotavsnitt och en BAFTA Award 2002 för bästa dramaserie.
Serien tilldrar sig i den brittiska storstaden Manchester och spelades in i Alderley Edge utanför Manchester. Huvudrollerna Adam, Rachel, Karen, Pete, David och Jenny porträtteras i sin kamp mot vardagen, familj, förväntningar, jobb och vänskap. I serien får man uppleva hela det mänskliga känslospektrumet från djupaste kärlek till djupaste sorg.
Hösten 2016 hade den sjätte säsongen premiär i Storbritannien säsongen visades senare i TV4 Guld. Den sjätte säsongen utspelar sig 14 år efter de förra säsongerna och kretsar kring Adams giftermål. Säsong 7 visades i Storbritannien hösten 2017 och säsong 8 hade premiär i januari 2019.

## Roller i urval
- James Nesbitt – Adam Williams
- Helen Baxendale – Rachel Bradley
- Hermione Norris – Karen Marsden
- John Thomson – Pete Gifford
- Robert Bathurst – David Marsden
- Fay Ripley – Jenny Gifford
- Jacey Sallés – Ramona Ramirez